# 水俣市立水俣第一中学校
水俣市立水俣第一中学校（みなまたしりつ みなまただいいちちゅうがっこう）は、熊本県水俣市古城にある中学校。

## 沿革
- 1947年（昭和22年）- 葦北郡水俣町立水俣第一中学校創立
- 1949年（昭和24年）- 水俣市立水俣第一中学校に改称
- 1961年（昭和36年）
  - 4月1日 - 水俣市立水俣第一中学校分室発足。
  - 10月1日 - 分室が水俣市立水俣第三中学校として独立
- 1969年（昭和44年）- 湯之児分院内に湯之児分校開校、水俣市立病院内に浜分校開校
- 1984年（昭和59年）- 湯之児分校休校
- 1999年（平成11年）- 湯之児分校閉校
- 2011年（平成23年）- 水俣市立水俣第三中学校の一部を統合。水俣市立湯出中学校を統合。新校歌を制定。新校歌の作曲は出田敬三、作詞は大江捷也[1]。

## 歴代校長
- 1947年（昭和22年）- 初代校長
- - 第  代校長 坂本彰

## 著名な出身者
- 村下孝蔵（シンガーソングライター）
- 山下善寛（環境研究家、チッソ従業員）[2]

## 学校周辺
- 陣内阿蘇神社
- 水俣川
- 熊本県道268号水俣港大黒町線